# Seznam filmov iz samostojne Slovenije po finančni podpori tujih skladov

## Hrvaški avdiovizualni center
Hrvaški avdiovizualni center (hr. Hrvatski audiovizualni centar - HAVC) je ustanovila hrvaška vlada 1. januarja 2008.
Sredstva za delo centra in izvajanje nacionalnega programa so zagotovljena iz državnega proračuna in od dela celoletnega bruto dohodka, ustvarjenega z izvajanjem avdiovizualnih dejavnosti: Hrvaške radiotelevizije, izdajateljev nacionalnih in regionalnih tv programov, ponudnikov telekomunikacijskih storitev in podobnih.
Leta 2018 so imeli 9.125.509,99, leta 2019 pa 11.219.559,02 evrov proračuna. Ponuja 25% denarno povračilo (angl. cash rebate) za snemanje na Hrvaškem in dodatnih 5% za snemanje v tamkajšnjih podpovprečno razvitih regijah.
| Naslov                         | Naslov v poročilu       | Režiser                        | Hrvaški koproducent       | Podpora HAVC [HRK] | Podpora HAVC [€] | Leto dodelitve sredstev | Dolžina         | Zvrst               | Status projekta                     | Sklici in opombe |
| ------------------------------ | ----------------------- | ------------------------------ | ------------------------- | ------------------ | ---------------- | ----------------------- | --------------- | ------------------- | ----------------------------------- | ---------------- |
| Lahko noč, gospodična          | Težina neba             | Metod Pevec                    | 4 Film                    | 912.500,00         | 125.000,00       | 2009                    | Celovečerni     | Igrani              | dokončan                            | [ 6 ]            |
| Srečen za umret                | Ivan                    | Matevž Luzar                   | Ars Septima               | 750.000,00         | 101.557,21       | 2011                    | Celovečerni     | Igrani              | dokončan                            | [ 7 ]            |
| Jaz sem Frenk                  | Budimo iskreni          | Metod Pevec                    | Inter Film                | 750.000,00         | 100.637,37       | 2018                    | Celovečerni     | Igrani              | dokončan                            | [ 8 ] [ 9 ]      |
| Ivan                           | Ivan                    | Janez Burger                   | Propeler Film             | 755.870,00         | 99.358,53        | 2015                    | Celovečerni     | Igrani              | dokončan                            | [ 10 ]           |
| Inferno                        | Inferno                 | Vinko Möderndorfer             | Kinorama                  | 750.000,00         | 98.794,70        | 2013                    | Celovečerni     | Igrani              | dokončan                            | [ 11 ]           |
| Zbudi me                       | Probudi me              | Marko Šantić                   | Jaka produkcija           | 700.000,00         | 94.079,70        | 2019                    | Celovečerni     | Igrani              | v razvoju/produkciji/postprodukciji | [ 12 ]           |
| Korporacija                    | Korporacija             | Matej Nahtigal                 | Jaako dobra produkcija j. | 625.000,00         | 84.188,69        | 2018                    | Celovečerni     | Igrani              | dokončan                            | [ 9 ] [ 13 ]     |
| Dvojina                        | Dvojina                 | Nejc Gazvoda                   | Studio Dim                | 600.000,00         | 79.649,54        | 2012                    | Celovečerni     | Igrani              | dokončan                            | [ 14 ]           |
| Izbrisana                      | Izbrisana               | Miha Mazzini, Dušan Joksimović | Kinorama                  | 550.000,00         | 72.297,07        | 2015                    | Celovečerni     | Igrani              | dokončan                            | [ 10 ]           |
| iOtok                          | iOtok                   | Miha Čelar                     | Factum                    | 500.000,00         | 66.753,00        | 2016                    | Celovečerni     | Dokumentarni        | dokončan                            | [ 15 ]           |
| Ne pozabi dihati               | Ne zaboravi disati      | Martin Turk                    | Studio dim                | 400.000,00         | 53.306,32        | 2017                    | Celovečerni     | Igrani              | dokončan                            | [ 16 ]           |
| Vztrajanje                     | Ustrajnost              | Miha Knific                    | Nukleus Film              | 380.000,00         | 49.921,18        | 2014                    | Celovečerni     | Igrani              | dokončan                            | [ 17 ]           |
| Houston, imamo problem!        | Houston, imamo problem! | Žiga Virc                      | Nukleus Film              | 313.500,00         | 41.708,24        | 2013                    | Celovečerni     | Igrani Dokumentarni | dokončan                            | [ 18 ]           |
| Telo                           | Telo                    | Petra Seliškar, Brand Fero     | Wolfgang i Dolly d.o.o    | 250.000,00         | 33.252,64        | 2020                    | Celovečerni     | Dokumentarni        | v razvoju/produkciji/postprodukciji | [ 19 ]           |
| Jezdeca                        | Jahači                  | Dominik Mencej                 | Antitalent                | 250.000,00         | 33.145,50        | 2020                    | Celovečerni     | Igrani              | v razvoju/produkciji/postprodukciji | [ 20 ]           |
| Moj narobe svet                | Moj svijet je naopačke  | Petra Seliškar                 | Restart                   | 250.000,00         | 32.842,88        | 2014                    | Celovečerni     | Dokumentarni        | dokončan                            | [ 17 ]           |
| Septembrska klasa              | Rujanska klasa          | Igor Šterk                     | Spiritus movens           | 190.000,00         | 25.611,65        | 2019                    | Celovečerni     | Dokumentarni        | v razvoju/produkciji/postprodukciji | [ 21 ]           |
| Vsi proti vsem                 | Svi protiv svih         | Andrej Košak                   | Motion                    | 170.000,00         | 22.915,69        | 2019                    | Celovečerni     | Igrani              | dokončan                            | [ 21 ]           |
| Nočna ptica                    | Stari jazavac           | Špela Čadež                    | Bonobostudio              | 162.000,00         | 21.377,67        | 2015                    | Kratki          | Animirani           | dokončan                            | [ 22 ]           |
| Playing Men                    | Playing Men             | Matjaž Ivanišin                | Restart                   | 150.000,00         | 19.990,94        | 2016                    | Srednjemetražni | Dokumentarni        | dokončan                            | [ 23 ]           |
| Srečno, Orlo                   | Sretno, Orlo            | Sara Kern                      | Kinorama                  | 120.000,00         | 15.835,31        | 2015                    | Kratki          | Igrani              | dokončan                            | [ 24 ]           |
| Koyaa – Roža                   | Koyaa – Cvijet          | Kolja Saksida                  | Bold studio               | 116.935,33         | 15.504,55        | 2012                    | Kratki          | Animirani           | dokončan                            | [ 25 ]           |
| Koyaa – Leteči zvezek          | Koyaa - Leteća Knjiga   | Kolja Saksida                  | Studio Dim                | 110.000,00         | 14.665,69        | 2016                    | Kratki          | Animirani           | dokončan                            | [ 26 ]           |
| Raj                            | Raj                     | Mitja Ličen, Sonja Prosenc     | Wolfgang i Dolly          | 100.000,00         | 13.520,27        | 2018                    | Kratki          | Igrani              | dokončan                            | [ 27 ]           |
| Koyaa – Razigrani avtomobilček | Koyaa - Automobilčić    | Kolja Saksida                  | Studio Dim                | 100.000,00         | 13.327,29        | 2016                    | Kratki          | Animirani           | dokončan                            | [ 23 ]           |

## Hrvaško ministrstvo za kulturo
Hrvaško ministrstvo za kulturo (hr. Ministarstvo kulture Republike Hrvatske) je razpise za financiranje produkcije filmov objavljalo do leta 2008, ko je bil ustanovljen Hrvaški avdiovizualni center.
| Naslov     | Režiser          | Hrvaški koproducent | Podpora MK [HRK] | Podpora MK [€] | Leto dodelitve sredstev | Dolžina     | Zvrst  | Sklici in opombe |
| ---------- | ---------------- | ------------------- | ---------------- | -------------- | ----------------------- | ----------- | ------ | ---------------- |
| Slovenka   | Damjan Kozole    | Četiri Film         | 200.000          | 27.199,78      | 2007                    | Celovečerni | Igrani | [ 29 ] [ 30 ]    |
| Tea (Teah) | Hanna A. W. Slak | Jadran Film         | 200.000          | 26.946,91      | 2006                    | Celovečerni | Igrani | [ 31 ] [ 32 ]    |

## Sarajevski filmski sklad
Sarajevski filmski sklad (bos. Fondacija za kinematografiju Sarajevo, neuradno tudi Fondacija za kinematografiju BiH) je Vlada Federacije Bosne in Hercegovine ustanovila leta 2002.
Sklad financira Federalno ministrstvo za kulturo in šport. Je najpomembnejša filmska ustanova v Bosni in Hercegovini, Republika srbska je namreč brez redne filmske produkcije. Njegov problem sta pomanjkanje denarja za spodobno filmsko produkcijo in izginjanje le tega v nikoli dokončanih projektih.
Leta 2014 je bil proračun sklada 1.630.000,00 KM (833.405,77 evrov), leta 2017 1.274.000 KM (651.385,86 evrov), leta 2018 1.260.000 KM (644.227,77 evrov), leta 2020 pa 1.230.000,00 KM (628.889 evrov)
| Naslov                      | Naslov v poročilu | Režiser          | Bosanski koproducent                      | Podpora sklada [BAM] | Podpora sklada [€] | Leto dodelitve sredstev | Dolžina     | Zvrst  | Status projekta                     | Sklici in opombe |
| --------------------------- | ----------------- | ---------------- | ----------------------------------------- | -------------------- | ------------------ | ----------------------- | ----------- | ------ | ----------------------------------- | ---------------- |
| Estrellita – Pesem za domov | Estrelita         | Metod Pevec      | F.I.S.T. Sarajevo                         | 70.000,00            | 35.790,43          | 2006                    | Celovečerni | Igrani | dokončan                            | [ 45 ]           |
| Tea                         | Tea               | Hanna A. W. Slak | Centar za savremenu umjetnost             | 65.000,00            | 33.233,97          | 2006                    | Celovečerni | Igrani | dokončan                            | [ 45 ]           |
| Jezdeca                     | Jahači            | Dominik Mencej   | Udruženje Novi film                       | 50.000,00            | 25.564,59          | 2018                    | Celovečerni | Igrani | v razvoju/produkciji/postprodukciji | [ 9 ] [ 46 ]     |
| Nočno življenje             | Noćni život       | Damjan Kozole    | Centar za savremenu umjetnost             | 50.000,00            | 25.564,59          | 2014                    | Celovečerni | Igrani | dokončan                            | [ 47 ]           |
| Čefurji raus!               | Ćifuriji raus     | Goran Vojnović   | Depo                                      | 35.000,00            | 17.895,21          | 2012                    | Celovečerni | Igrani | dokončan                            | [ 48 ]           |
| Igram, sem                  | Viski i mlijeko   | Miroslav Mandić  | Udruženje za savremenu umjetnost Sarajevo | 30.000,00            | 15.338,76          | 2012                    | Celovečerni | Igrani | dokončan                            | [ 49 ] [ 48 ]    |

## Srbski filmski center
Srbski filmski center (srb. Filmski centar Srbije - FCS) je bil ustanovljen 25. decembra 1959, zdajšnje ime je ustanova dobila 7. septembra 2004. Leta 2011 je Vlada republike Srbije prevzela pravice in obveznosti ustanovitelja. Leta 2013 je center dobil status kulturne ustanove nacionalnega pomena.
Leta 2018 je imel center proračun milijardo in 5 milijonov srbskih dinarjev (pribl. 8.456.597 evrov), za leto 2019 ima ocenjen proračun na 1,1 milijard srbskih dinarjev (pribl. 9.287.403 evrov). Ponuja 25% denarno povračilo za snemanje v Srbiji.
| Naslov            | Naslov v poročilu                  | Režiser                        | Srbski koproducent                 | Podpora FCS [RSD] | Podpora FCS [€] | Leto dodelitve sredstev | Dolžina                        | Zvrst        | Status projekta                     | Sklici in opombe |
| ----------------- | ---------------------------------- | ------------------------------ | ---------------------------------- | ----------------- | --------------- | ----------------------- | ------------------------------ | ------------ | ----------------------------------- | ---------------- |
| Skriti ljudje     | Skriveni ljudi                     | Miha Hočevar                   | Backroom Production Igor Kecman PR | 8.700.000,00      | 73.766,32       | 2019                    | Celovečerni                    | Igrani       | v razvoju/produkciji/postprodukciji | [ 54 ]           |
| Vesolje med nami  | Svemir među nama                   | Rahela Jagrič Pirc             | Mir Media Group                    | 7.500.000,00      | 63.824,35       | 2020                    | Celovečerni                    | Igrani       | v razvoju/produkciji/postprodukciji | [ 55 ]           |
| Jezdeca           | Jahači                             | Dominik Mencej                 | Sense production                   | 7.025.000,00      | 59.317,74       | 2018                    | Celovečerni                    | Igrani       | v razvoju/produkciji/postprodukciji | [ 9 ] [ 56 ]     |
| Zastoj            | Nočni kvartet                      | Vinko Möderndorfer             | Delirium Films                     | 6.270.000,00      | 52.942,67       | 2018                    | Celovečerni                    | Igrani       | v razvoju/produkciji/postprodukciji | [ 9 ] [ 56 ]     |
| Slovenka          | Slovenka                           | Damjan Kozole                  | Baš Čelik                          | 4.000.000,00      | 50.745,26       | 2007                    | Celovečerni                    | Igrani       | dokončan                            | [ 57 ] [ 58 ]    |
| Vztrajanje        | Istrajnost                         | Miha Knific                    | This and That productions          | 5.950.000,00      | 50.492,19       | 2014                    | Celovečerni                    | Igrani       | dokončan                            | [ 59 ]           |
| Inferno           | Inferno                            | Vinko Möderndorfer             | Delirium Films                     | 5.500.000,00      | 48.793,47       | 2013                    | Celovečerni                    | Igrani       | dokončan                            | [ 60 ]           |
| Izbrisana         | Izbrisana                          | Miha Mazzini, Dušan Joksimović | Delirium Films                     | 5.867.715,00      | 47.670,12       | 2016                    | Celovečerni                    | Igrani       | dokončan                            | [ 61 ]           |
| Družinica         | Naša porodica                      | Jan Cvitkovič                  | Pilon Media                        | 5.474.000,00      | 46.452,82       | 2014                    | Celovečerni                    | Igrani       | dokončan                            | [ 59 ]           |
| Polsestra         | Polusestra                         | Damjan Kozole                  | Baš Čelik                          | 5.000.000,00      | 42.137,20       | 2017                    | Celovečerni                    | Igrani       | dokončan                            | [ 62 ]           |
| Jaz sem Frenk     | Idemo u partizane - Budimo iskreni | Metod Pevec                    | Backroom Production                | 5.000.000,00      | 40.567,95       | 2017                    | Celovečerni                    | Igrani       | dokončan                            | [ 9 ] [ 63 ]     |
| Krvno maščevanje  | Krvna osveta                       | Marija Zidar                   | Baš Čelik                          | 4.000.000,00      | 33.875,34       | 2018                    | Celovečerni in Srednjemetražni | Dokumentarni | v razvoju/produkciji/postprodukciji | [ 9 ] [ 64 ]     |
| Septembrska klasa | Septembarska klasa                 | Igor Šterk                     | Gabisof, Dragoljub Prvanović PR    | 3.000.000,00      | 25.282,32       | 2017                    | Celovečerni                    | Dokumentarni | v razvoju/produkciji/postprodukciji | [ 9 ] [ 62 ]     |

## Črnogorski filmski center
Črnogorski filmski center (čg. Filmski centar Crne Gore - FCCG) je ustanovila črnogorska vlada v zadnjih dneh leta 2016 oziroma leta 2017. Fimski sklad se financira iz dela letnega prihodka ponudnikov telekomunikacijskih storitev in vseh, ki se ukvarjajo s prikazovanjem in distribucijo kinematografskih del, sredstva za delovanje centra zagotavlja državni proračun.
Leta 2017 je imel center 540.000 evrov, leta 2018 pa 950.000 evrov proračuna. Za leto 2019 se proračun ocenjuje na 1,2 milijona evrov, za leto pa 2020 pa na 1,6 milijona evrov. Center ponuja 25% denarno povračilo za snemanje v Črni gori.
| Naslov           | Naslov v poročilu | Režiser      | Črnogorski koproducent | Podpora FCCG [€] | Leto dodelitve sredstev | Dolžina                        | Zvrst        | Status projekta                     | Sklici in opombe    |
| ---------------- | ----------------- | ------------ | ---------------------- | ---------------- | ----------------------- | ------------------------------ | ------------ | ----------------------------------- | ------------------- |
| Krvno maščevanje | Krvna osveta      | Marija Zidar | Seagull Entertainment  | 28.000           | 2018                    | Celovečerni in srednjemetražni | Dokumentarni | v razvoju/produkciji/postprodukciji | [ 9 ] [ 71 ] [ 72 ] |

## Makedonska filmska agencija
Makedonska filmska agencija (mak. Agencija za film na Republika Makedonija) je bila ustanovljena 1. januarja 2014 kot pravna naslednica Makedonskega filmskega sklada (mak. Filmski fond na Makedonija), ki je bil ustanovljen leta 2006, deloval pa od leta 2008. Ustanovitelj je makedonska vlada.
Leta 2017 in 2018 je agencija imela približno po 6 milijonov evrov, leta 2019 pa 4,3 milijona evrov proračuna. Ponuja 20% denarno povračilo za snemanje v Severni Makedoniji.
| Naslov                                  | Angl./mak. naslov v poročilu                                                     | Režiser              | Makedonski koproducent       | Podpora agencije [MKD] | Podpora agencije [€] | Letni program ali razpis | Dolžina     | Zvrst        | Status projekta                     | Sklici in opombe |
| --------------------------------------- | -------------------------------------------------------------------------------- | -------------------- | ---------------------------- | ---------------------- | -------------------- | ------------------------ | ----------- | ------------ | ----------------------------------- | ---------------- |
| Nočno življenje                         | Nightlife/Noḱen život                                                            | Damjan Kozole        | Sisters and Brother Mitevski | 7.000.000,00           | 113.616,10           | Razpis 2014              | Celovečerni | Igrani       | dokončan                            | [ 78 ]           |
| Polsestra                               | Half-Sister/Polusestra                                                           | Damjan Kozole        | Sisters and Brother Mitevski | 6.000.000,00           | 97.573,67            | Razpis 2018 - prvi rok   | Celovečerni | Igrani       | dokončan                            | [ 9 ] [ 78 ]     |
| Šiška Deluxe                            | Šiška Deluxe/Šiška De Luks                                                       | Jan Cvitkovič        | Kino Oko                     | 5.000.000,00           | 81.154,34            | Program 2014             | Celovečerni | Igrani       | dokončan                            | [ 78 ]           |
| Inferno                                 | Inferno/Inferno                                                                  | Vinko Möderndorfer   | Sektor Film                  | 5.000.000,00           | 80.273,57            | Program 2013             | Celovečerni | Igrani       | dokončan                            | [ 78 ]           |
| Stanje šoka                             | The State of Shock/Sostojba na šok                                               | Andrej Košak         | Punk Film                    | 5.000.000,00           | 79.877,30            | Program 2011             | Celovečerni | Igrani       | dokončan                            | [ 78 ]           |
| Jaz sem Frenk                           | Let’s be Frank/Odime vo partizani                                                | Metod Pevec          | Small Moves                  | 4.500.000,00           | 73.125,55            | Razpis 2017              | Celovečerni | Igrani       | dokončan                            | [ 9 ] [ 78 ]     |
| Dedek gre na jug                        | Dedo odi na jug                                                                  | Vinci Vogue Anžlovar | Sektor Film                  | 4.000.000,00           | 65.126,43            | Razpis 2019 - drugi rok  | Celovečerni | Igrani       | v razvoju/produkciji/postprodukciji | [ 79 ]           |
| Slovenija, Avstralija in jutri ves svet | Slovenija, Australia and tomorrow the world/Slovenija, Avstralija, utre i svetot | Marko Naberšnik      | Kino Oko                     | 4.000.000,00           | 65.109,46            | Razpis 2015 - drugi rok  | Celovečerni | Igrani       | dokončan                            | [ 78 ]           |
| Vsi proti vsem                          | Everyone Against Everyone/Site protiv site                                       | Andrej Košak         | Mind Production DOOEL Skopje | 4.000.000,00           | 65.049,11            | Razpis 2018 - prvi rok   | Celovečerni | Igrani       | dokončan                            | [ 78 ]           |
| Mama Evropa                             | Visaless/Bez Vizi                                                                | Petra Seliškar       | PPFP Skopje                  | 3.000.000,00           | 49.418,50            | Program 2009             | Celovečerni | Dokumentarni | dokončan                            | [ 78 ]           |
| Zastoj                                  | Nocturnal Quartet/Noḱen kvartet                                                  | Vinko Möderndorfer   | Sektor Film                  | 2.800,000,00           | 45.480,39            | Razpis 2019 - prvi rok   | Celovečerni | Igrani       | v razvoju/produkciji/postprodukciji | [ 78 ]           |
| Moj narobe svet                         | My World is Upside Down/Mojot prevrten svet                                      | Petra Seliškar       | PPFP Skopje                  | 2.000.000,00           | 32.109,43            | Program 2013             | Celovečerni | Dokumentarni | dokončan                            | [ 78 ]           |
| Telo                                    | Body/Telo                                                                        | Petra Seliškar       | PPFP Skopje                  | 1.100.000,00           | 17.888,50            | Razpis 2018 – drugi rok  | Celovečerni | Dokumentarni | v razvoju/produkciji/postprodukciji | [ 9 ] [ 78 ]     |

## Bolgarski nacionalni filmski center
Bolgarski nacionalni filmski center (bolg. Izplnitelna agencija Nacionalen filmov centr - IA NFC) je bil ustanovljen 6. junija 1991 in je izvajalska agencija bolgarskega ministrstva za kulturo. Financira se iz državnega proračuna in z lastno dejavnostjo.
Leta 2018 je imel 6.411.600 evrov, leta 2019 pa 7.515.991 evrov proračuna.
| Naslov      | Naslov v poročilu | Režiser      | Bolgarski koproducent | Podpora NFC [BGN] | Podpora NFC [€] | Leto dodelitve sredstev | Dolžina     | Zvrst  | Sklici in opombe |
| ----------- | ----------------- | ------------ | --------------------- | ----------------- | --------------- | ----------------------- | ----------- | ------ | ---------------- |
| Stanje Šoka | Šokova sastoianie | Andrej Košak | Art Fest              | 234.700           | 120.000         | 2009                    | Celovečerni | Igrani | [ 85 ] [ nb 1 ]  |

## Filmska komisija Furlanije – Julijske krajine
Filmska komisija Furlanije – Julijske krajine (it. La film commission del Friuli Venezia Giulia - FVG Film Commission) je bila ustanovljena leta 2000 (filmski sklad je začel delovati leta 2003), ima sedež v Trstu, z njo upravlja Avtonomna dežela Furlanija – Julijska krajina. Podpira produkcijo igranih filmov, dokumentarcev, televizijskih in spletnih serij, glasbenih videospotov in televizijskih oglasov. Filmskim ekipam nudi storitve, kot so iskanje nastanitve, primerne lokacije za snemanje in najem opreme.
| Naslov               | Naslov v poročilu        | Režiser          | Italijanski (ko)producent | Podpora komisije [€] | Leto dodelitve sredstev | Dolžina     | Zvrst        | Slov. večinska ali manjšinska koprodukcija | Status projekta                     | Sklici in opombe |
| -------------------- | ------------------------ | ---------------- | ------------------------- | -------------------- | ----------------------- | ----------- | ------------ | ------------------------------------------ | ----------------------------------- | ---------------- |
| Paradiž              | Kaloghero                | Davide del Degan | Pilgrim Film              | 150.000,00           | 2016                    | Celovečerni | Igrani       | manjšinska koprodukcija                    | dokončan                            | [ 9 ] [ 89 ]     |
| Igor in Rosa         | Come cadono le cose      | Katja Colja      | Minimum Fax Media         | 150.000,00           | 2017                    | Celovečerni | Igrani       | manjšinska koprodukcija                    | dokončan                            | [ 90 ]           |
| Sanremo              | Sanremo                  | Miroslav Mandić  | Quasar                    | 150.000,00           | 2019                    | Celovečerni | Igrani       |                                            | v razvoju/produkciji/postprodukciji | [ 91 ]           |
| Zgodovina ljubezni   | History of Love          | Sonja Prosenc    | Nefertiti Film            | 52.500,00            | 2017                    | Celovečerni | Igrani       |                                            | dokončan                            | [ 90 ]           |
| Vprašanje identitete | Il Dilemma dell’identità | Sabrina Morena   | Quasar                    | 22.500,00            | 2018                    | Celovečerni | Dokumentarni | manjšinska koprodukcija                    | dokončan                            | [ 92 ]           |
| Mama                 | Mama                     | Vlado Škafar     | Transmedia                | 18.000,00            | 2015                    | Celovečerni | Igrani       |                                            | dokončan                            | [ 93 ] [ 94 ]    |
| Prehod               | Prehod                   | Boris Palčič     | ---                       | 5.000,00             | 2008                    | Celovečerni | Igrani       |                                            | dokončan                            | [ 95 ]           |

## Sklad za avdiovizualne medije Furlanije - Julijske krajine
Sklad za avdiovizualne medije Furlanije - Julijske krajine (it. Fondo per l'Audiovisivo del Friuli Venezia Giulia - Fondo Audiovisivo FVG) bil ustanovljen leta 2006, ima sedež v Vidmu, financira izobraževanje lokalnih filmskih delavcev ter razvoj in distribucijo filmskih projektov. Poleg tega organizira srečevanja, sodelovanja in deljenja izkušenj med filmskimi profesionalci z vsega sveta, kot sta When East Meets West v sklopu Filmskega festivala v Trstu in Ties That Bind, ki povezuje producente iz Evrope in Azije.
Od Filmske komisije Furlanije – Julijske krajine naj bi se avdiovizualni sklad razlikoval v tem, da je bolj usmerjen v rast lokalnih podjetij in izobraževanje domačih strokovnjakov. Tako Sklad kot Komisijo sofinancira Odborništvo za produkcijske dejavnosti dežele.
| Naslov                                                            | Naslov v poročilu           | Režiser          | Italijanski (ko)producent | Podpora sklada [€] | Leto dodelitve sredstev | Dolžina         | Zvrst                  | Slov. večinska ali manjšinska koprodukcija | Status projekta                     | Sklici in opombe |
| ----------------------------------------------------------------- | --------------------------- | ---------------- | ------------------------- | ------------------ | ----------------------- | --------------- | ---------------------- | ------------------------------------------ | ----------------------------------- | ---------------- |
| Zoran, moj nečak idiot                                            | Zoran, il mio nipote scemo  | Matteo Oleotto   | Arch production           | 30.000,00          | 2008                    | Celovečerni     | Igrani                 | manjšinska koprodukcija                    | dokončan                            | [ 97 ]           |
| Arheo Archeo                                                      | Archeo                      | Jan Cvitkovič    | Transmedia                | 30.000,00          | 2008                    | Celovečerni     | Igrani                 |                                            | dokončan                            | [ 98 ]           |
| Il teschio e il lenzuolo                                          | Il teschio e il lenzuolo    | Martin Turk      | Quasar Multimedia         | 25.875,00          | 2019                    | Celovečerni     | Igrani                 |                                            | v razvoju/produkciji/postprodukciji | [ 99 ]           |
| Leteča brata Rusjan                                               | Rusjan – i fratelli volanti | Boris Palčič     | Transmedia                | 20.000,00          | 2007                    | Srednji         | Dokumentarni           |                                            | dokončan                            | [ 100 ]          |
| Ne pozabi dihati                                                  | Don’t forget to breathe     | Martin Turk      | Quasar Multimedia         | 16.400,00          | 2016                    | Celovečerni     | Igrani                 |                                            | dokončan                            | [ 101 ]          |
| Paradiž                                                           | Kaloghero                   | Davide del Degan | Pilgrim Film              | 15.400,00          | 2013                    | Celovečerni     | Igrani                 | manjšinska koprodukcija                    | dokončan                            | [ 9 ] [ 102 ]    |
| Aleksandrinke                                                     | Alessandrine                | Metod Pevec      | Transmedia                | 15.000,00          | 2009                    | Celovečerni     | Dokumentarni           |                                            | dokončan                            | [ 103 ]          |
| Boris Pahor - trmasti spomin                                      | Boris Pahor                 | Tomaž Burlin     | Transmedia                | 15.000,00          | 2009                    | Srednjemetražni | Dokumentarni           |                                            | dokončan                            | [ 104 ]          |
| iOtok                                                             | i_Island                    | Miha Čelar       | Quasar Multimedia         | 14.000,00          | 2016                    | Celovečerni     | Dokumentarni           |                                            | dokončan                            | [ 105 ]          |
| Vse duše mojega telesa                                            | Women on the Border         | Erika Rossi      | Quasar Multimedia         | 14.000,00          | 2013                    | Srednjemetražni | Dokumentarni           | manjšinska koprodukcija                    | dokončan                            | [ 106 ]          |
| Kot krogla (metek) po Evropi                                      | Like a bullet around Europe | Mauro Tonini     | Quasar Multimedia         | 14.000,00          | 2009                    | Srednjemetražni | Dokumentarni Animirani |                                            | dokončan                            | [ 107 ]          |
| Pappenstory – štorija o slovenskem amaterskem gledališču SAG Trst | Pappenstory                 | Martin Turk      | Quasar Multimedia         | 12.000,00          | 2015                    | Srednjemetražni | Dokumentarni           |                                            | dokončan                            | [ 108 ]          |

| Naslov                                                            | Naslov v poročilu             | Režiser          | Italijanski (ko)producent       | Podpora sklada [€] | Leto dodelitve sredstev | Dolžina         | Zvrst                  | Slov. večinska ali manjšinska koprodukcija | Status projekta                     | Sklici in opombe |
| ----------------------------------------------------------------- | ----------------------------- | ---------------- | ------------------------------- | ------------------ | ----------------------- | --------------- | ---------------------- | ------------------------------------------ | ----------------------------------- | ---------------- |
| Paradiž                                                           | Kaloghero                     | Davide del Degan | Pilgrim Film                    | 90.000,00          | 2016                    | Celovečerni     | Igrani                 | manjšinska koprodukcija                    | dokončan                            | [ 9 ] [ 102 ]    |
| Zoran, moj nečak idiot                                            | Zoran, il mio nipote scemo    | Matteo Oleotto   | Arch production                 | 90.000,00          | 2011                    | Celovečerni     | Igrani                 | manjšinska koprodukcija                    | dokončan                            | [ 97 ]           |
| Zgodbe iz kostanjevih gozdov                                      | Storie dai boschi di castagne | Gregor Božič     | Transmedia Production           | 90.000,00          | 2015                    | Celovečerni     | Igrani                 |                                            | dokončan                            | [ 109 ]          |
| Ne pozabi dihati                                                  | Don’t forget to breathe       | Martin Turk      | Quasar Multimedia               | 70.000,00          | 2017                    | Celovečerni     | Igrani                 |                                            | dokončan                            | [ 101 ]          |
| Zgodovina ljubezni                                                | History of Love               | Sonja Prosenc    | Nefertiti Film                  | 70.000,00          | 2016                    | Celovečerni     | Igrani                 |                                            | dokončan                            | [ 110 ]          |
| iOtok                                                             | i_Island                      | Miha Čelar       | Quasar Multimedia               | 49.000,00          | 2017                    | Celovečerni     | Dokumentarni           |                                            | dokončan                            | [ 105 ]          |
| Kot krogla (metek) po Evropi                                      | Like a bullet around Europe   | Mauro Tonini     | Quasar Multimedia               | 48.960,00          | 2013                    | Srednji         | Dokumentarni Animirani |                                            | dokončan                            | [ 107 ]          |
| Mama                                                              | Mama                          | Vlado Škafar     | Transmedia, Arch Production     | 48.000,00          | 2014                    | Celovečerni     | Igrani                 |                                            | dokončan                            | [ 111 ]          |
| Sanremo                                                           | Sanremo                       | Miroslav Mandić  | Quasar Multimedia               | 45.500,00          | 2018                    | Celovečerni     | Dokumentarni Igrani    |                                            | v razvoju/produkciji/postprodukciji | [ 112 ]          |
| Sramota                                                           | Fatal Error                   | Boris Jurjaševič | Quasar Multimedia               | 42.600,00          | 2015                    | Celovečerni     | Dokumentarni Igrani    |                                            | dokončan                            | [ 113 ]          |
| Vprašanje identitete                                              | Il dilemma dell'Identità      | Sabrina Morena   | Quasar Multimedia               | 38.700,00          | 2017                    | Celovečerni     | Dokumentarni           | manjšinska koprodukcija                    | dokončan                            | [ 114 ]          |
| Jezdeca                                                           | Riders                        | Dominik Mencej   | Transmedia Production           | 38.500,00          | 2020                    | Celovečerni     | Igrani                 |                                            | v razvoju/produkciji/postprodukciji | [ 115 ]          |
| Igor in Rosa                                                      | Neverin                       | Katja Colja      | Pianeta Zero, Minimum Fax Media | 38.500,00          | 2018                    | Celovečerni     | Igrani                 | manjšinska koprodukcija                    | dokončan                            | [ 9 ] [ 116 ]    |
| Pappenstory – štorija o slovenskem amaterskem gledališču SAG Trst | Pappenstory                   | Martin Turk      | Quasar Multimedia               | 25.200,00          | 2016                    | Srednjemetražni | Dokumentarni           |                                            | dokončan                            | [ 108 ]          |
| Vse duše mojega telesa                                            | Women on the Border           | Erika Rossi      | Quasar Multimedia               | 24.000,00          | 2015                    | Srednjemetražni | Dokumentarni           | manjšinska koprodukcija                    | dokončan                            | [ 106 ]          |

## Ministrstvo za nacionalno dediščino, kulturne dejavnosti in turizem Republike Italije
Znotraj Ministrstva za nacionalno dediščino, kulturne dejavnosti in turizem (it. Ministero per i beni e le attività culturali - MiBACT) se s področjem filma ukvarja Generalna direkcija za film in avdiovizualno področje (it. Direzione generale Cinema e audiovisivo), ki je po oceni leta 2017 imel 124.793.024 evrov, leta 2018 99.786.160 evrov, leta 2019 pa 89.794.931 evrov proračuna. Za obdobje med 2020 in 2022 je za to področje letno načrtovanih okoli 240 milijonov evrov sredstev iz državnega proračuna, ki vanj pritekajo od vseh, ki opravljajo kinematografsko dejavnost, nudijo telekomunikacijske storitve in izdajajo TV programe.
| Naslov                       | Naslov v poročilu             | Režiser          | Italijanski koproducent                  | Podpora MiBACT [€] | Leto dodelitve sredstev | Dolžina     | Zvrst        | Slov. večinska ali manjšinska koprodukcija | Status projekta                     | Sklici in opombe      |
| ---------------------------- | ----------------------------- | ---------------- | ---------------------------------------- | ------------------ | ----------------------- | ----------- | ------------ | ------------------------------------------ | ----------------------------------- | --------------------- |
| Mož brez krivde              | L'Uomo senza colpa            | Ivan Gergolet    | Transmedia                               | 280.000,00         | 2020                    | Celovečerni | Igrani       |                                            | v razvoju/produkciji/postprodukciji | [ 121 ]               |
| Paradiž                      | Kaloghero                     | Davide del Degan | Helios - Sustainable Films, Pilgrim Film | 150.000,00         | 2014                    | Celovečerni | Igrani       | manjšinska koprodukcija                    | dokončan                            | [ 9 ] [ 122 ]         |
| Zoran, moj nečak idiot       | Zoran, il mio nipote scemo    | Matteo Oleotto   | Transmedia, Arch production              | 150.000,00         | 2012                    | Celovečerni | Igrani       | manjšinska koprodukcija                    | dokončan                            | [ 123 ]               |
| Mama                         | Mama                          | Vlado Škafar     | Transmedia                               | 100.000,00         | 2013                    | Celovečerni | Igrani       |                                            | dokončan                            | [ 124 ] [ nb 2 ]      |
| Sanremo                      | Sanremo                       | Miroslav Mandić  | Quasar                                   | 100.000,00         | 2019                    | Celovečerni | Igrani       |                                            | v razvoju/produkciji/postprodukciji | [ 126 ]               |
| Zgodbe iz kostanjevih gozdov | Storie dai boschi di castagne | Gregor Božič     | Transmedia                               | 100.000,00         | 2015                    | Celovečerni | Igrani       |                                            | dokončan                            | [ 127 ]               |
| Igor in Rosa                 | Come cadono le cose           | Katja Colja      | Minimum Fax Media                        | 100.000,00         | 2016                    | Celovečerni | Igrani       | manjšinska koprodukcija                    | dokončan                            | [ 9 ] [ 128 ] [ 129 ] |
| Vprašanje identitete         | Il dilemma dell'identità      | Sabrina Morena   | Quasar                                   | 15.000,00          | 2019                    | Celovečerni | Dokumentarni | manjšinska koprodukcija                    | dokončan                            | [ 130 ]               |

## Avstrijski filmski inštitut
Avstrijski filmski inštitut (Österreichisches Filminstitut -  Oefi) je nacionalna filmska agencija, ustanovljena leta 1981 in ima sedež na Dunaju.
Inštitut poudarja svojo zavezanost etnični raznolikosti, vključenosti socialno, telesno in duševno prikrajšanih in obeh spolov v filmsko ustvarjanje. Ima program finančnih spodbud za filmske projekte, ki zaposlujejo ženske.
Letni proračun inštituta znaša 20 milijonov evrov, največja subvencija za posamezni projekt znaša 800.000 evrov. Ponuja ugodna posojila, pogojno vračljiva in nepovratna sredstva. Podpira razvoj scenarijev in projektov, produkcijo domačih filmov, usposabljanje filmskih delavcev in manjšinske koprodukcije z vsaj 30 odstotnim avstrijskim deležem.
| Naslov                 | Naslov v poročilu | Režiser       | Avstrijski koproducent | Podpora Oefi [€] | Leto dodelitve sredstev | Dolžina     | Zvrst        | Status projekta                     | Sklici in opombe |
| ---------------------- | ----------------- | ------------- | ---------------------- | ---------------- | ----------------------- | ----------- | ------------ | ----------------------------------- | ---------------- |
| Afganistanke na smučeh | Skiing in Scarves | Haidy Kancler | FlairFilm              | 65.500,00        | 2018                    | Celovečerni | Dokumentarni | v razvoju/produkciji/postprodukciji | [ 137 ]          |
| Družina                | The Family        | Rok Biček     | Zwinger film           | 27.000,00        | 2015                    | Celovečerni | Dokumentarni | dokončan                            | [ 137 ]          |

## FISA Avstrija
Filmstandort Austria - FISA Avstrija je program finančnih spodbud avstrijskega zveznega ministrstva za digitalne in ekonomske zadeve. Ustanovljen je bil 1. julija 2010 s strani takratnega zveznega ministrstva za gospodarstvo, družino in mladino ob odobritvi Komisije EU.
Ima letni proračun 7,5 milijona evrov in ponuja nepovratna sredstva za kinematografske filme, dolge najmanj 79 minut, oziroma otroške filme, dolge najmanj 59 minut. Igrani filmi v koprodukciji morajo imeti vsaj 2,3 milijona evrov, dokumentarni filmi v koprodukciji pa vsaj 350.000 evrov proračuna. Koprodukcije morajo imeti tudi eno končno verzijo filma v nemščini ali z nemškimi podnapisi in biti izdane v avstrijskih kinematografih eno leto po dokončanju produkcije.
| Naslov                 | Naslov v poročilu | Režiser       | Avstrijski koproducent | Podpora FISA [€] | Leto dodelitve sredstev | Dolžina     | Zvrst        | Status projekta                     | Sklici in opombe |
| ---------------------- | ----------------- | ------------- | ---------------------- | ---------------- | ----------------------- | ----------- | ------------ | ----------------------------------- | ---------------- |
| Afganistanke na smučeh | Skiing in Scarves | Haidy Kancler | FlairFilm              | 17.800,00        | 2018                    | Celovečerni | Dokumentarni | v razvoju/produkciji/postprodukciji | [ 140 ]          |

## Poljski filmski inštitut
Poljski filmski inštitut (pol. Polski Instytut Sztuki Filmowej - PISF)  je bil ustanovljen leta 2005 in je pod okriljem Ministrstva za kulturo in nacionalno dediščino. Del proračuna inštituta, ki gre za razvoj in produkcijo filmov, se financira iz dela letnega prihodka kinematografov, distributerjev, operaterjev digitalnih platform iz naslova prihodkov distribucije in redistribucije televizijskih programov, operaterjev kabelske televizije, komercialnih televizijskih postaj iz naslova oglaševanja, televizijske prodaje in sponzoriranih programov in javne televizije iz naslova naročnine. Produkcije filmov tako ne plačujejo davkoplačevalci, ampak tisti, ki predvajajo filme na različnih platformah. Leta 2019 je začel financirati filme z mikro proračunom.
Leta 2018 je imel približno 34 milijonov evrov, leta 2020 pa 29,3 milijona evrov proračuna. Ponuja tako posojila kot nepovratna sredstva in 30% denarno povračilo za snemanje na Poljskem.
| Naslov    | Naslov v poročilu | Režiser          | Poljski koproducent      | Podpora PISF [PLN] | Podpora PISF [€] | Leto dodelitve sredstev | Dolžina     | Zvrst        | Status projekta                     | Sklici in opombe |
| --------- | ----------------- | ---------------- | ------------------------ | ------------------ | ---------------- | ----------------------- | ----------- | ------------ | ----------------------------------- | ---------------- |
| Tea       | Teah              | Hanna A. W. Slak | SPI International Polska | 800.000,00         | 210.500,00       | 2006                    | Celovečerni | Igrani       | dokončan                            | [ 149 ]          |
| Cent’anni | Sto lat           | Maja Prelog      | Agresywna Banda          | 150.000,00         | 35.050,00        | 2019                    | Celovečerni | Dokumentarni | v razvoju/produkciji/postprodukciji | [ 150 ]          |

## Češki filmski sklad
Češki filmski sklad oz. Državni kinematografski sklad (češ. Státní fond kinematografie) je bil kot neodvisna institucija ustanovljen 1. januarja 2013 in je pravni naslednik Državnega sklada za podporo in razvoj češke kinematografije, ki je deloval od leta 1992. Pripadata mu filmski center in filmska komisija. Z njim upravlja ministrstvo za kulturo. Sklad za delovanje dobiva sredstva iz državnega proračuna, deležev v sofinanciranih projektih in televizijskega oglaševanja, pa tudi iz dela prihodkov izdajateljev televizijskih programov, kinematografov in telekomunikacijskih operaterjev. Ponuja 20% denarno povračilo za snemanje na Češkem. Letni proračun je od 47 do 51 milijona evrov.
| Naslov       | Naslov v poročilu | Režiser         | Češki koproducent       | Podpora sklada [CZK] | Podpora sklada [€] | Leto dodelitve sredstev | Dolžina     | Zvrst  | Sklici in opombe |
| ------------ | ----------------- | --------------- | ----------------------- | -------------------- | ------------------ | ----------------------- | ----------- | ------ | ---------------- |
| Šiška Deluxe | Šiška Deluxe      | Jan Cvitkovič   | Evolution Films         | 1.000.000            | 38.461,00          | ---                     | Celovečerni | Igrani | [ 158 ]          |
| Oroslan      | Vigilie (Vigil)   | Matjaž Ivanišin | i/o post                | 800.000              | 30.963,35          | 2017                    | Celovečerni | Igrani | [ 159 ]          |
| Turist       | Turista           | Lun Sevnik      | Pink Productions s.r.o. | 500.000              | 18.770,18          | 2020                    | Kratki      | Igrani | [ 160 ]          |

## Regionalni filmski center Hamburg Schleswig-Holstein
Regionalni filmski center Hamburg Schleswig-Holstein (nem. Die Filmförderung Hamburg Schleswig-Holstein - FFHSH) je nastal 11. julija leta 2007, ko sta se združili podjetji Filmförderungen Hamburg in Gesellschaft zur Förderung audiovisueller Werke in Schleswig-Holstein (MSH). Podpira filmsko in televizijsko produkcijo. Z njim upravljata mesto Hamburg in zvezna dežela Schleswig-Holstein. Sredstva za delovanje dobiva od mesta Hamburg, televizijskih družb NDR in ZDF in iz pristojbin za uporabo radijskih frekvenc.
Na razpolago ima približno 12,8 milijonov evrov letno za produkcijo. Nudi posojila za scenarij, razvoj projekta, produkcijo in distribucijo filma, za treatment pa nepovratna sredstva.
| Naslov     | Režiser     | Nemški koproducent | Podpora FFHSH [€] | Leto dodelitve sredstev | Dolžina | Zvrst     | Sklici in opombe |
| ---------- | ----------- | ------------------ | ----------------- | ----------------------- | ------- | --------- | ---------------- |
| Steakhouse | Špela Čadež | Fabian&Fred        | 38.000,00         | 2019                    | Kratki  | Animirani | [ 168 ] [ 169 ]  |

## Danski filmski inštitut
Danski filmski inštitut (dan. Det Danske Filminstitut - DFI) je ustanova pod okriljem danskega ministrstva za kulturo, tak, kot je zdaj, obstaja od leta 1997.
Poleg filmov financira tudi digitalne igre in vsaj 25% sredstev namenjajo produkciji del za otroke in mladino. Povprečen film, ki ga podpre inštitut, ima proračun od 2.5 do 3.5 milijonov evrov. Z letom 2019 je začel veljati štiriletni dogovor, ki naj bi organizaciji omogočil financiranje filmov s proračunom med 6 in 8 milijonov evrov. Leta 2015 je začel s posebno iniciativo skozi že obstoječe programe financiranja podpirati nizkoproračunske filme, ki imajo proračun 400 ali 800 tisoč evrov in niso nujno predvajani v kinematografih. V tem obdobju so tudi podvojili podporo za video igre na 5.4 milijonov evrov.
Leta 2019 je imel 85,3 milijona evrov, leta 2020 pa 82,6 evrov proračuna.
| Naslov  | Naslov v poročilu | Režiser      | Danski koproducent  | Podpora DFI [€] | Leto dodelitve sredstev | Dolžina     | Zvrst  | Sklici in opombe |
| ------- | ----------------- | ------------ | ------------------- | --------------- | ----------------------- | ----------- | ------ | ---------------- |
| Dvojina | Dual              | Nejc Gazvoda | Beofilm Productions | 57.226,00       | 2012                    | Celovečerni | Igrani | [ nb 4 ]         |

## Norveški filmski inštitut
Norveški filmski inštitut (nor. Norsk filminstitutt - NFI) je pod pristojnostjo norveškega ministrstva za kulturo. Ustanovljen je bil 3. maja 1955 kot filmski arhiv in skozi čas je doživljal preobrazbe. Med letoma 2001 in 2007 je skrbel za arhiviranje, izobraževanje in promocijo, financiranje projektov pa je bila naloga novoustanovljenega Norveškega filmskega sklada. Prvega aprila 2008 so vse filmske ustanove združili pod imenom Norveški filmski inštitut. Financira razvoj in produkcijo filmov, TV serij in računalniških iger.
Letni proračun je 66 milijonov evrov. S programom spodbud (ang. incentive scheme) povrne do 25% stroškov.
| Naslov             | Angl. naslov    | Režiser       | Norveški koproducent | Podpora NFI [NOK] | Podpora NFI [€] | Leto dodelitve sredstev | Dolžina     | Zvrst  | Sklici in opombe |
| ------------------ | --------------- | ------------- | -------------------- | ----------------- | --------------- | ----------------------- | ----------- | ------ | ---------------- |
| Zgodovina ljubezni | History of Love | Sonja Prosenc | Incitus Films        | 700.000,00        | 77.800,00       | 2017                    | Celovečerni | Igrani | [ 182 ] [ 183 ]  |

## Medijski sklad Zefyr
Medijski sklad Zefyr (nor. Mediefondet Zefyr) je norveški regionalni sklad, ki je nastal leta 2016 z združitvijo dveh regionalnih skladov, Fuzz-a in Filmkraft Fond-a. Je v lasti mestnega sveta občine Bergen in administrativne regije Rogaland in sodeluje z administrativnimi regijami in občinami v svojem delu države.
Sklad financira filme, TV serije, računalniške igre in produkte na področju virtualne resničnosti. Letno dobi približno 1 milijon evrov od norveške vlade in do 1 milijona evrov z lastno producentsko dejavnostjo. Deluje kot investicijski sklad, ki ga financirajo zasebni vlagatelji in ima 4,5 milijonov evrov zasebnega kapitala.
| Naslov             | Angl. naslov    | Režiser       | Norveški koproducent | Podpora Zefyr [NOK] | Podpora Zefyr [€] | Leto dodelitve sredstev | Dolžina     | Zvrst  | Sklici in opombe |
| ------------------ | --------------- | ------------- | -------------------- | ------------------- | ----------------- | ----------------------- | ----------- | ------ | ---------------- |
| Zgodovina ljubezni | History of Love | Sonja Prosenc | Incitus Films        | 515.000,00          | 57.200,00         | 2017                    | Celovečerni | Igrani | [ 183 ] [ 186 ]  |

Nepovratna sredstva za začetek distribucije (nor. lanseringstilskudd) pomagajo projektu, da doseže ciljno publiko. Namenjena so predvsem mednarodno distribuiranim projektom.
| Naslov             | Angl. naslov    | Režiser       | Norveški koproducent | Podpora Zefyr [NOK] | Podpora Zefyr [€] | Leto dodelitve sredstev | Dolžina     | Zvrst  | Sklici in opombe |
| ------------------ | --------------- | ------------- | -------------------- | ------------------- | ----------------- | ----------------------- | ----------- | ------ | ---------------- |
| Zgodovina ljubezni | History of Love | Sonja Prosenc | Incitus Films        | 60.000,00           | 6.312,27          | 2018                    | Celovečerni | Igrani | [ 188 ]          |

## Finska filmska fundacija
Finska filmska fundacija (fin. Suomen elokuvasäätiö - SES/šved. Finlands filmstiftelse - FFF) je bila ustanovljena leta 1969 kot neodvisna fundacija, ki deluje pod nadzorom Oddelka za kulturno politiko Ministrstva za izobraževanje in kulturo.
Financira se iz deleža dobička državne loterije, izdajanja televizijskih programov, taks, ki jih plačujejo kinematografi in iz državnega proračuna.
Leta 2019 je bil proračun fundacije pa 24.757.717 evrov.
| Naslov                 | Naslov v poročilu  | Režiser       | Finski koproducent  | Podpora FFF [€] | Leto dodelitve sredstev | Dolžina     | Zvrst        | Status projekta                     | Sklici in opombe |
| ---------------------- | ------------------ | ------------- | ------------------- | --------------- | ----------------------- | ----------- | ------------ | ----------------------------------- | ---------------- |
| Afganistanke na smučeh | Skiing in Scarves  | Haidy Kancler | Kinocompany Finland | 30.000,00       | 2018                    | Celovečerni | Dokumentarni | v razvoju/produkciji/postprodukciji | [ 192 ]          |
| Circus fantasticus     | Circus Fantasticus | Janez Burger  | Cine Works          | 29.000,00       | 2009                    | Celovečerni | Igrani       | dokončan                            | [ 193 ]          |

## Screen Ireland
Screen Ireland (ir. Fís Éireann) je od leta 2018 novo ime za Irski filmski svet (tudi sklad ali urad) (ang. Irish Film Board/ir. Bord Scannán na hÉireann), ki je bil na osnovi Zakona o filmskem svetu iz leta 1980 (ang. Film Board Act) ponovno obujen aprila 1993 po neverjetnem uspehu nizkoproračunskega filma Igra solz (The Crying Game), zaradi katerega je Michael D. Higgins, takratni minister za umetnosti, kulturo in irski jezik, s pomočjo že obstoječega davčnega zakona spodbudil posameznike in podjetja, da so prispevali do 25.000 irskih funtov in do leta 1996 so investicije obsegale 40 milijonov irskih funtov. Screen Ireland deluje pod okriljem Ministrstva za umetnosti, dediščino in irski jezik (ang. Department of Culture, Heritage and the Gaeltacht/ir. An Roinn Cultúir, Oidhreachta agus Gaeltachta).
Leta 2019 je Screen Ireland imel 16,2 milijona evrov proračuna. Filmarjem ponuja produkcijska in razvojna posojila in davčno olajšavo do 32% (angl. tax credit).
| Naslov             | Režiser      | Irski koproducent | Leto dodelitve sredstev | Podpora [€] | Dolžina     | Zvrst  | Sklici in opombe |
| ------------------ | ------------ | ----------------- | ----------------------- | ----------- | ----------- | ------ | ---------------- |
| Circus Fantasticus | Janez Burger | Fastnet Films     | 2008                    | 250.000,00  | Celovečerni | Igrani | [ 204 ]          |

## RE-ACT
Je skupna pobuda Slovenskega filmskega centra (SFC), Avdiovizualnega sklada Furlanije – Julijske krajine in Hrvaškega avdiovizualnega centra, ki imenujejo programski svet, ki preuči in oceni projekte. Skrbi za tesnejše sodelovanje regionalnih filmskih ustvarjalcev in producentov. Organizira delavnice za filmarje, tudi v sodelovanju z italijansko organizacijo Torino Film Lab.
Vsako leto od leta 2015 šestim projektom podeli enake zneske denarne podpore. Leta 2017 je bilo to 8.000 evrov, drugače pa 10.000 evrov. Leta 2018 in 2019 je SFC za RE-ACT plačal 15.000 evrov, leta 2020 pa 20.000 evrov članarine.
| Naslov                | Angl. naslov              | Režiser             | Producentske hiše                                                                                    | Podpora RE-ACT [€] | Leto dodelitve sredstev | Zvrst       | Dolžina      | Status projekta                     | Sklici in opombe |
| --------------------- | ------------------------- | ------------------- | --- | ------------------ | ----------------------- | ----------- | ------------ | ----------------------------------- | ---------------- |
| Izgubljeni sin        | The Lost Son              | Darko Štante        | Staragara (Slovenija), Sense production (Srbija), Antitalent (Hrvaška), Transmedia (Italija)         | 10.000             | 2019                    | Celovečerni | Igrani       | v razvoju/produkciji/postprodukciji | [ 211 ]          |
| Kratki film o džungli | The Jungle – Film Project | Gregor Božič        | Nosorogi (Slovenija), Restart (Hrvaška)                                                              | 10.000             | 2019                    | Celovečerni | Dokumentarni | v razvoju/produkciji/postprodukciji | [ 211 ]          |
| Kapa                  | The Beanie                | Slobodan Maksimović | Senca studio (Slovenija), Studio Dim (Hrvaška), Way Creative Films (Švedska), Nepenthe Film (Danska) | 10.000             | 2018                    | Celovečerni | Igrani       | v razvoju/produkciji/postprodukciji | [ 212 ]          |
| Skriti ljudje         | Hidden People             | Miha Hočevar        | Vertigo (Slovenija), Propeler Film (Hrvaška), Baš Čelik (Srbija)                                     | 10.000             | 2018                    | Celovečerni | Igrani       | v razvoju/produkciji/postprodukciji | [ 212 ]          |
| Jezdeca               | Riders                    | Dominik Mencej      | Staragara (Slovenija), Antitalent (Hrvaška), Transmedia (Italija)                                    | 10.000             | 2016                    | Celovečerni | Igrani       | v razvoju/produkciji/postprodukciji | [ 213 ]          |
| Ne pozabi dihati      | Don’t forget to breathe   | Martin Turk         | Bela film (Slovenija), Quasar Multimedia (Italija), Studio Dim (Hrvaška)                             | 10.000             | 2016                    | Celovečerni | Igrani       | dokončan                            | [ 213 ]          |
| Polsestra             | Half sister               | Damjan Kozole       | Vertigo (Slovenija), Nefertiti Film (Italija), Propeler (Hrvaška), Baš Čelik (Srbija)                | 10.000             | 2016                    | Celovečerni | Igrani       | dokončan                            | [ 213 ]          |
| Zgodovina ljubezni    | History of love           | Sonja Prosenc       | Monoo (Slovenija)                                                                                    | 10.000             | 2015                    | Celovečerni | Igrani       | dokončan                            | [ 214 ]          |
| iOtok                 | i_Island                  | Miha Čelar          | Astral Film (Slovenija)                                                                              | 10.000             | 2015                    | Celovečerni | Dokumentarni | dokončan                            | [ 214 ]          |
| Inventura             | Inventory                 | Darko Sinko         | December (Slovenija), Hulahop (Hrvaška)                                                              | 8.000              | 2017                    | Celovečerni | Igrani       | v razvoju/produkciji/postprodukciji | [ 215 ]          |
| Steakhouse            | Steakhouse                | Špela Čadež         | Finta (Slovenija), Bonobostudio (Hrvaška), Fabian&Fred (Nemčija)                                     | 8.000              | 2017                    | Kratki      | Animirani    | dokončan                            | [ 215 ]          |

## Ustvarjalna Evropa
Ustvarjalna Evropa je program Evropske komisije (EK) in združuje dva podprograma – MEDIA in Kultura. Podpira evropski kulturni, avdiovizualni in kreativni sektor.
Izvajalska agencija za izobraževanje, avdiovizualno področje in kulturo (ang. Education, Audiovisual and Culture Executive Agency - EACEA) izvaja razpise, izbira projekte, obvešča upravičence in z njimi sklepa sporazume o sofinanciranju.
Trenutno je v veljavi program Ustvarjalna Evropa (2014 – 2020). Skupni proračun programa je 1.46 milijonov evrov.

### MEDIA
MEDIA (kratica za francosko: Mesures pour l'encouragement et le développement de l'industrie audiovisuelle - Ukrepi za spodbujanje in razvoj avdiovizualne industrije) je podprogram Ustvarjalne Evrope in podpira razvoj, distribucijo in promocijo evropskega filma, razvoj računalniških iger in razvoj občinstev. Projektom pomaga, tudi preko digitalnih platform, najti publiko onkraj nacionalnih in evropskih meja. Financira tudi delavnice za filmske profesionalce. Financira se iz prispevkov držav članic.
Začel je delovati leta 1991. Trenutno je v veljavi program Media 2014 – 2020, nasledil je program MEDIA 2007 (2007 - 2013). Prejšnji programi so bili: MEDIA 95 (1991 – 1995), MEDIA II (1996 – 2000) in MEDIA Plus (2001 – 2006). Poleg njih je deloval še MEDIA Mundus (2011-2013).
Program MEDIA upravlja Generalni direktorat EK za Komunikacijska omrežja, vsebine in tehnologijo (angl. DG CONNECT).
Leta 2018 je program MEDIA imel 112.333.023 evrov proračuna. Skupni proračun programa MEDIA (2014 – 2020) je ocenjen na 820 milijonov evrov.

### Ustvarjalna Evropa v Sloveniji
Slovenija je članica MEDIA od leta 2003.
Center Ustvarjalna Evropa - CED Slovenija (angl. Creative Europe Desk Slovenia), nacionalno informacijsko pisarno za program Ustvarjalna Evropa (2014–2020) v Sloveniji, vodi nevladni zavod Motovila, ki je leta 2013 je to pravico za sedem let dobil na razpisu Ministrstva za kulturo. Slovenski filmski center je ob tem podal mnenje, da je ta odločitev v nasprotju z javnim interesom in da bi moralo ministrstvo v skladu s priporočili Evropske komisije to dejavnost še naprej neposredno dodeliti njim.
Vsako leto Motovila dobi sredstva od Ministrstva za kulturo za opravljanje nalog Centra Ustvarjalna Evropa, leta 2016 in 2017 po 75.000 evrov.
CED Slovenija je del evropske mreže centrov CED (angl. Creative Europe Desks).
Slovenija je v letu 2018 iz programa Ustvarjalna Evropa pridobila za 5 milijonov evrov sredstev.

#### Sofinanciranje slovenskih projektov iz programa MEDIA
Slovenski producenti kandidirajo za sredstva za razvoj projektov, slovenski distributerji kandidirajo za sredstva za distribucijo evropskih filmov.
Podpora MEDIA je namenjena v kinematografih predvajanim filmom vseh zvrsti, ki so dolgi najmanj 60 minut in filmom (enkratni ali serije), ki so predvajani na digitalnih platformah ali na televiziji : animiranim filmom, ki so dolgi najmanj 24 minut, dokumentarcem, ki so dolgi najmanj 50 minut in igranim, ki so dolgi najmanj 90 minut. V primeru razvoja skupine projektov (od tri do pet projektov hkrati) lahko podporo dobi kratki film, ki je dolg največ 20 minut in je delo mladega avtorja. Podporo lahko dobi tudi nelinearni digitalni projekt (npr. virtualna resničnost) brez omejitev trajanja uporabniške izkušnje.
Producent prijavitelj mora imeti sedež v državi članici programa MEDIA in večinske pravice za prijavljeni projekt.
Podpora, imenovana i2i Audiovisual, je namenjena dostopu evropskih producentov do zunanjega financiranja s strani bank in finančnih institucij.

##### Posamezne prijave
| Naslov                                                                   | Režiser                        | Glavna producijska hiša          | Podpora MEDIA [€] | Razpis MEDIA                                                                         | Leto dodelitve sredstev | Dolžina                        | Zvrst               | Status projekta                     | Sklici in opombe |
| ------------------------------------------------------------------------ | ------------------------------ | -------------------------------- | ----------------- | ------------------------------------------------------------------------------------ | ----------------------- | ------------------------------ | ------------------- | ----------------------------------- | ---------------- |
| Wai                                                                      | N/A                            | Qollective                       | 80.000,00         | MEDIA Plus (2001–2006) / razvoj projektov - samostojni projekti 2003-2013            | 2005                    | Celovečerni                    | Animirani           | nedokončan                          | [ 235 ] [ 236 ]  |
| Palčica (Thumbellina Unplugged)                                          | Boris Dolenc                   | Qollective                       | 60.000,00         | MEDIA (2007-2013) / razvoj projektov - samostojni projekti 2003-2013                 | 2008                    | Kratki                         | Animirani           | dokončan                            | [ 237 ] [ 238 ]  |
| Leteča brata Rusjan                                                      | Boris Palčič                   | Casablanca                       | 51.000,00         | MEDIA (2007-2013) / razvoj projektov - TV predvajanje 2004-2013                      | 2008                    | Srednjemetražni                | Dokumentarni        | dokončan                            | [ 239 ]          |
| Krogla in zvon (The Bullet and the Bell)                                 | Jan Cvitkovič                  | Staragara                        | 50.000,00         | Ustvarjalna Evropa (2014-2020) - MEDIA / Podpora za posamezne projekte               | 2018                    | Celovečerni                    | Igrani              | v razvoju/produkciji/postprodukciji | [ 240 ]          |
| Ime mi je Damjan (My Name is Damian)                                     | Maja Weiss                     | Vertigo                          | 50.000,00         | Ustvarjalna Evropa (2014-2020) - MEDIA / Samostojni projekti                         | 2014                    | Celovečerni                    | Igrani              | v razvoju/produkciji/postprodukciji | [ 241 ] [ 242 ]  |
| Happy                                                                    | N/A                            | Družina Krumpak                  | 50.000,00         | MEDIA Plus (2001-2006) / razvoj projektov - samostojni projekti 2003-2013            | 2006                    | N/A                            | Animirani           | nedokončan                          | [ 243 ]          |
| Brussels via Sarajevo                                                    | Boštjan Slatenšek              | Casablanca                       | 40.042,00         | MEDIA (2007-2013) / razvoj projektov - samostojni projekti 2003-2013                 | 2009                    | Celovečerni                    | Dokumentarni Igrani | nedokončan                          | [ 244 ] [ 245 ]  |
| Circus Fantasticus (Silent Sonata)                                       | Janez Burger                   | Staragara                        | 40.000,00         | MEDIA Plus (2001-2006) / razvoj projektov - samostojni projekti 2003-2013 (scenarij) | 2005                    | Celovečerni                    | Igrani              | dokončan                            | [ 246 ]          |
| Temna stran zemlje                                                       | Damjan Kozole                  | Emotionfilm                      | 40.000,00         | MEDIA Plus (2001-2006) / razvoj projektov - samostojni projekti 2003-2013            | 2005                    | Celovečerni                    | Igrani              | nedokončan                          | [ 247 ] [ 248 ]  |
| Gram ljubezni (A Gram of Love)                                           | Martin Turk                    | Bela film                        | 31.447,00         | MEDIA (2007-2013) / razvoj projektov - samostojni projekti 2003-2013                 | 2008                    | Celovečerni                    | Igrani              | v razvoju/produkciji/postprodukciji | [ 249 ] [ 250 ]  |
| Košarkar naj bo (Make him a basketball player!)                          | Boris Petkovič                 | Gustav Film                      | 30.000,00         | Ustvarjalna Evropa (2014-2020) - MEDIA / Samostojni projekti                         | 2014                    | Celovečerni                    | Igrani              | dokončan                            | [ 251 ]          |
| Slovenka                                                                 | Damjan Kozole                  | Vertigo                          | 30.000,00         | MEDIA Plus (2001-2006) / razvoj projektov - samostojni projekti 2003-2013            | 2005                    | Celovečerni                    | Igrani              | dokončan                            | [ 252 ]          |
| Estrellita – pesem za domov                                              | Metod Pevec                    | Vertigo                          | 30.000,00         | MEDIA Plus (2001-2006) / razvoj projektov - samostojni projekti 2003-2013            | 2005                    | Celovečerni                    | Igrani              | dokončan                            | [ 253 ]          |
| Instalacija ljubezni                                                     | Maja Weiss                     | Bela film                        | 30.000,00         | MEDIA Plus (2001-2006) / razvoj projektov - samostojni projekti 2003-2013            | 2005                    | Celovečerni                    | Igrani              | dokončan                            | [ 254 ]          |
| Tea                                                                      | Hanna A. W. Slak               | Gustav Film                      | 30.000,00         | MEDIA Plus (2001-2006) / razvoj projektov - samostojni projekti 2003-2013            | 2005                    | Celovečerni                    | Igrani              | dokončan                            | [ 255 ]          |
| Inferno                                                                  | Vinko Möderndorfer             | Forum Ljubljana                  | 30.000,00         | MEDIA (2007-2013) / razvoj projektov - samostojni projekti 2003-2013                 | 2009                    | Celovečerni                    | Igrani              | dokončan                            | [ 256 ]          |
| Arheo Archeo                                                             | Jan Cvitkovič                  | Staragara                        | 30.000,00         | MEDIA (2007-2013) / razvoj projektov - samostojni projekti 2003-2013 (scenarij)      | 2007                    | Celovečerni                    | Igrani              | dokončan                            | [ 257 ]          |
| Izbrisan                                                                 | N/A                            | Vertigo                          | 30.000,00         | MEDIA Plus (2001-2006) / razvoj projektov - samostojni projekti 2003-2013            | 2005                    | N/A                            | N/A                 | nedokončan                          | [ 258 ]          |
| Polnjene bučke in Leninovi možgani (Polnjene bučke z Leninovimi možgani) | Slobodan Šijan                 | A Atalanta                       | 30.000,00         | MEDIA Plus (2001-2006) / razvoj projektov - samostojni projekti 2003-2013            | 2005                    | Celovečerni                    | Igrani              | nedokončan                          | [ 259 ] [ 260 ]  |
| Babica gre na jug 2                                                      | Vinci Vogue Anžlovar           | Studio Arkadena                  | 30.000,00         | MEDIA Plus (2001-2006) / razvoj projektov - samostojni projekti 2003-2013            | 2006                    | Celovečerni                    | Igrani              | nedokončan                          | [ 261 ]          |
| Ne pozabi dihati (Don’t forget to beathe)                                | Martin Turk                    | Bela film                        | 30.000,00         | Ustvarjalna Evropa (2014-2020) - MEDIA / Podpora za posamezne projekte               | 2017                    | Celovečerni                    | Igrani              | dokončan                            | [ 262 ]          |
| Zgodbe iz kostanjevih gozdov (Stories from the Chestnut Woods)           | Gregor Božič                   | Nosorogi                         | 30.000,00         | Ustvarjalna Evropa (2014-2020) - MEDIA / Podpora za razvoj posameznih projektov      | 2015                    | Celovečerni                    | Igrani              | dokončan                            | [ 263 ]          |
| Zgodovina ljubezni (History of Love)                                     | Sonja Prosenc                  | Monoo                            | 30.000,00         | Ustvarjalna Evropa (2014-2020) - MEDIA / razvoj posameznih projektov                 | 2016                    | Celovečerni                    | Igrani              | dokončan                            | [ 264 ]          |
| Inventura (Inventory)                                                    | Darko Sinko                    | December                         | 30.000,00         | Ustvarjalna Evropa (2014-2020) - MEDIA / Podpora za posamezne projekte               | 2018                    | Celovečerni                    | Igrani              | v razvoju/produkciji/postprodukciji | [ 9 ] [ 265 ]    |
| Jezdeca (Riders)                                                         | Dominik Mencej                 | Staragara                        | 30.000,00         | Ustvarjalna Evropa (2014-2020) - MEDIA / Podpora za posamezne projekte               | 2017                    | Celovečerni                    | Igrani              | v razvoju/produkciji/postprodukciji | [ 9 ] [ 266 ]    |
| Kapa                                                                     | Slobodan Maksimović            | Senca Studio                     | 30.000,00         | Ustvarjalna Evropa (2014-2020) - MEDIA / Podpora za posamezne projekte               | 2018                    | Celovečerni                    | Igrani              | v razvoju/produkciji/postprodukciji | [ 267 ]          |
| NK Svoboda (FC Freedom)                                                  | Boris Petkovič                 | Iridium Film                     | 30.000,00         | Ustvarjalna Evropa (2014-2020) - MEDIA / Podpora za posamezne projekte 2019          | 2019                    | Celovečerni                    | Igrani              | v razvoju/produkciji/postprodukciji | [ 268 ]          |
| Houston, imamo problem! (Houston, we have a problem!)                    | Žiga Virc                      | Studio Virc                      | 25.000,00         | MEDIA (2007-2013) / razvoj projektov - samostojni projekti                           | 2012                    | Celovečerni                    | Igrani Dokumentarni | dokončan                            | [ 269 ]          |
| Mama (Mother)                                                            | Vlado Škafar                   | Gustav Film                      | 25.000,00         | MEDIA (2007-2013) / razvoj projektov - samostojni projekti 2003-2013                 | 2012                    | Celovečerni                    | Igrani              | dokončan                            | [ 270 ]          |
| Pozno popoldne (Pozno popoldan)                                          | Blaž Kutin                     | Vertigo                          | 25.000,00         | MEDIA Plus (2001-2006) / razvoj projektov - samostojni projekti 2003-2013            | 2005                    | Celovečerni                    | Igrani              | nedokončan                          | [ 271 ]          |
| iOtok (iIsland)                                                          | Miha Čelar                     | Astral                           | 25.000,00         | Ustvarjalna Evropa (2014-2020) - MEDIA / Samostojni projekti                         | 2014                    | Celovečerni                    | Dokumentarni        | dokončan                            | [ 272 ]          |
| Krvno maščevanje/Gjakmarrja (The Business of Revenge)                    | Marija Zidar                   | Vertigo                          | 25.000,00         | Ustvarjalna Evropa (2014-2020) - MEDIA / Podpora za razvoj posameznih projektov      | 2015                    | Celovečerni in Srednjemetražni | Dokumentarni        | v razvoju/produkciji/postprodukciji | [ 9 ] [ 273 ]    |
| Zadnji ledeni lovci (The Last Ice Hunters)                               | Jure Breceljnik, Rožle Bregar  | Film It                          | 25.000,00         | Ustvarjalna Evropa (2014-2020) - MEDIA / Podpora za razvoj posameznih projektov      | 2015                    | Celovečerni                    | Dokumentarni        | dokončan                            | [ 274 ]          |
| Afganistanke na smučeh (Skiing in Scarves)                               | Maja Senekovič (Haidy Kancler) | Studio Virc                      | 25.000,00         | Ustvarjalna Evropa (2014-2020) - MEDIA / Podpora za posamezne projekte               | 2018                    | Celovečerni                    | Dokumentarni        | v razvoju/produkciji/postprodukciji | [ 275 ]          |
| Dvojčica Marilyn (Twin Marilyn)                                          | Jasmina Kallay                 | Inštitut za transmedijski dizajn | 25.000,00         | Ustvarjalna Evropa (2014-2020) - MEDIA / Podpora za posamezne projekte               | 2018                    | Celovečerni                    | Dokumentarni        | v razvoju/produkciji/postprodukciji | [ 276 ]          |
| Izbrisana (Erased)                                                       | Miha Mazzini, Dušan Joksimović | Gustav Film                      | 24.000,00         | MEDIA Plus (2001-2006) / razvoj projektov - samostojni projekti 2003-2013            | 2005                    | Celovečerni                    | Igrani              | dokončan                            | [ 277 ]          |
| Moj čudoviti um                                                          | Miha Čelar                     | Astral                           | 20.500,00         | MEDIA (2007-2013) / razvoj projektov - samostojni projekti 2003-2013                 | 2011                    | Srednjemetražni                | Dokumentarni        | dokončan                            | [ 278 ]          |
| 9:06 (Offside)                                                           | Igor Šterk                     | A.A.C. Productions               | 20.000,00         | MEDIA Plus (2001-2006) / razvoj projektov - samostojni projekti 2003-2013            | 2005                    | Celovečerni                    | Igrani              | dokončan                            | [ 279 ]          |
| Total                                                                    | N/A                            | Forum Ljubljana                  | 20.000,00         | Media Plus (2001-2006)                                                               | 2005                    | Celovečerni                    | Igrani              | nedokončan                          | [ 236 ]          |
| Gravitacija                                                              | Tomislav Žaja                  | Emotionfilm                      | 20.000,00         | MEDIA Plus (2001-2006) / razvoj projektov - samostojni projekti 2003-2013            | 2006                    | Celovečerni                    | Igrani              | nedokončan                          | [ 280 ]          |
| Lara                                                                     | N/A                            | Bela film                        | 20.000,00         | MEDIA Plus (2001-2006) / razvoj projektov - samostojni projekti 2003-2013            | 2006                    | N/A                            | Igrani              | nedokončan                          | [ 281 ] [ nb 5 ] |
| Žiga Herberstein - Moskovski zapisi                                      | N/A                            | Arsmedia                         | 20.000,00         | MEDIA Plus (2001-2006) / razvoj projektov - samostojni projekti 2003-2013            | 2005                    | N/A                            | Dokumentarni        | nedokončan                          | [ 283 ]          |
| Skupaj                                                                   | N/A                            | Forum Ljubljana                  | 20.000,00         | MEDIA Plus (2001-2006) / razvoj projektov - samostojni projekti 2003-2013            | 2005                    | N/A                            | N/A                 | nedokončan                          | [ 284 ]          |
| Babice revolucije (Grandmothers of Revolution)                           | Petra Seliškar                 | Petra Pan Film                   | 15.000,00         | MEDIA Plus (2001-2006) / razvoj projektov - samostojni projekti 2003-2013            | 2005                    | Celovečerni                    | Dokumentarni        | dokončan                            | [ 285 ]          |
| Circus Fantasticus (Silent Sonata)                                       | Janez Burger                   | Staragara                        | 14.060,00         | MEDIA (2007-2013) / razvoj projektov - "i2i Audiovisual" 2004-2013                   | 2010                    | Celovečerni                    | Igrani              | dokončan                            | [ 286 ]          |
| Nahrani me z besedami (Feed Me With Your Words)                          | Martin Turk                    | Bela film                        | 11.684,72         | MEDIA (2007-2013) / razvoj projektov - "i2i Audiovisual" 2004-2013                   | 2012                    | Celovečerni                    | Igrani              | dokončan                            | [ 287 ]          |
| Arheo Archeo                                                             | Jan Cvitkovič                  | Staragara                        | 10.736,00         | MEDIA (2007-2013) / razvoj projektov - "i2i Audiovisual" 2004-2013                   | 2010                    | Celovečerni                    | Igrani              | dokončan                            | [ 288 ]          |
| Slovenka                                                                 | Damjan Kozole                  | Vertigo                          | 8.996,00          | MEDIA (2007-2013) / razvoj projektov - "i2i Audiovisual" 2004-2013                   | 2005                    | Celovečerni                    | Igrani              | dokončan                            | [ 289 ]          |
| Šanghaj (Shangai Gypsy)                                                  | Marko Naberšnik                | Arsmedia                         | 8.606,60          | MEDIA (2007-2013) / razvoj projektov - "i2i Audiovisual" 2004-2013                   | 2012                    | Celovečerni                    | Igrani              | dokončan                            | [ 290 ]          |
| Inferno                                                                  | Vinko Möderndorfer             | Forum Ljubljana                  | 7.260,92          | MEDIA (2007-2013) / razvoj projektov - "i2i Audiovisual" 2004-2013                   | 2013                    | Celovečerni                    | Igrani              | dokončan                            | [ 291 ]          |

| Naslov          | Režiser       | Glavna producijska hiša          | Podpora MEDIA [€] | Razpis MEDIA                                                                    | Leto dodelitve sredstev | Status projekta | Sklici in opombe |
| --------------- | ------------- | -------------------------------- | ----------------- | ------------------------------------------------------------------------------- | ----------------------- | --------------- | ---------------- |
| Zvite pravljice | Sara Božanić  | Inštitut za transmedijski dizajn | 60.000            | Ustvarjalna Evropa (2014-2020) - MEDIA / Podpora za posamezne projekte 2017     | 2017                    | dokončan        | [ 292 ] [ 293 ]  |
| Ignac           | N/A           | Družina Krumpak                  | 50.000            | MEDIA (2007-2013) / Razvoj projektov - samostojni projekti 2003-2013 Podpora EU | 2007                    | nedokončan      | [ 294 ] [ nb 6 ] |
| Bizgeci         | Grega Mastnak | Casablanca                       | 45.000            | MEDIA Plus (2001-2006) / Razvoj projektov - TV predvajanje 2004-2013            | 2005                    | dokončan        | [ 297 ] [ 298 ]  |

| Glavna producentska hiša | Dolžina in zvrst         | Režiser                           | Naslov                                                       | Podpora MEDIA [€] | Razpis                                                   | Leto dodelitve sredstev | Status projekta                     | Sklici in opombe |
| ------------------------ | ------------------------ | --------------------------------- | ------------------------------------------------------------ | ----------------- | -------------------------------------------------------- | ----------------------- | ----------------------------------- | ---------------- |
| Vertigo                  | N/A                      | Alenka Kraigher, Tanika Šajatovič | Zaljubljen, izgubljen (Lovelost)                             | 100.000           | MEDIA (2007-2013) / Razvoj projektov - skupine projektov | 2012                    | v razvoju/produkciji/postprodukciji | [ 299 ]          |
| Vertigo                  | Celovečerni dokumentarni | Damjan Kozole                     | Projekt: rak (Ulay)                                          | 100.000           | MEDIA (2007-2013) / Razvoj projektov - skupine projektov | 2012                    | dokončan                            | [ 299 ]          |
| Vertigo                  | Celovečerni igrani       | Damjan Kozole                     | Nočno življenje (Nightlife)                                  | 100.000           | MEDIA (2007-2013) / Razvoj projektov - skupine projektov | 2012                    | dokončan                            | [ 299 ]          |
| Vertigo                  | Celovečerni igrani       | Damjan Kozole                     | Polsestra                                                    | 138.000           | MEDIA (2014–2020)                                        | 2018                    | dokončan                            | [ 300 ] [ 301 ]  |
| Vertigo                  | Celovečerni igrani       | Miha Hočevar                      | Skriti ljudje                                                | 138.000           | MEDIA (2014–2020)                                        | 2018                    | v razvoju/produkciji/postprodukciji | [ 300 ] [ 301 ]  |
| Vertigo                  | N/A                      | Maja Miloš                        | Prvi milijon (novi naslov: Razpoka v ledu - Pukotina u ledu) | 138.000           | MEDIA (2014–2020)                                        | 2018                    | v razvoju/produkciji/postprodukciji | [ 300 ] [ 301 ]  |

| Glavna producentska hiša | Dolžina in zvrst               | Režiser                                       | Naslov                       | Podpora MEDIA [€] | Razpis            | Leto dodelitve sredstev | Status projekta                     | Sklici in opombe |
| ------------------------ | ------------------------------ | --------------------------------------------- | ---------------------------- | ----------------- | ----------------- | ----------------------- | ----------------------------------- | ---------------- |
| Vertigo                  | Celovečerni Igrani             | Marko Šantić                                  | Zbudi me                     | 140.000           | MEDIA (2014-2020) | 2020                    | v razvoju/produkciji/postprodukciji | [ 302 ] [ 303 ]  |
| Vertigo                  | Celovečerni Igrani             | Urša Menart                                   | Vse, kar je narobe s tabo    | 140.000           | MEDIA (2014-2020) | 2020                    | v razvoju/produkciji/postprodukciji | [ 302 ] [ 303 ]  |
| Vertigo                  | Celovečerni Igrani             | Damjan Kozole                                 | Deževno poletje              | 140.000           | MEDIA (2014-2020) | 2020                    | v razvoju/produkciji/postprodukciji | [ 302 ] [ 303 ]  |
| Stara gara               | Celovečerni Igrani             | Darko Štante                                  | Izgubljeni sin               | 147.300           | MEDIA (2014-2020) | 2020                    | v razvoju/produkciji/postprodukciji | [ 302 ] [ 303 ]  |
| Stara gara               | Celovečerni Igrani             | Janez Burger                                  | Opazovanje                   | 147.300           | MEDIA (2014-2020) | 2020                    | v razvoju/produkciji/postprodukciji | [ 302 ] [ 303 ]  |
| Stara gara               | Celovečerni Igrani             | Hanna A. W. Slak                              | Brez besed                   | 147.300           | MEDIA (2014-2020) | 2020                    | v razvoju/produkciji/postprodukciji | [ 302 ] [ 303 ]  |
| Stara gara               | Celovečerni Igrani             | Karpo Godina in Želimir Žilnik                | Svoboda ali barbarizem       | 147.300           | MEDIA (2014-2020) | 2020                    | v razvoju/produkciji/postprodukciji | [ 302 ] [ 303 ]  |
| Stara gara               | Kratki animirani film          | režija in animacija Rok Predin                | Bimberli                     | 147.300           | MEDIA (2014-2020) | 2020                    | v razvoju/produkciji/postprodukciji | [ 302 ] [ 303 ]  |
| Studio Virc              | Celovečerni Igrani             | Žiga Virc                                     | Poslednji heroj              | 150.000           | MEDIA (2014-2020) | 2020                    | v razvoju/produkciji/postprodukciji | [ 302 ] [ 303 ]  |
| Studio Virc              | Celovečerni Igrani             | Marc Recha                                    | Lucija in Zoran              | 150.000           | MEDIA (2014-2020) | 2020                    | v razvoju/produkciji/postprodukciji | [ 302 ] [ 303 ]  |
| Studio Virc              | Celovečerni Igrani             | (čakajo potrditev režiserja)                  | The Confidence Trick         | 150.000           | MEDIA (2014-2020) | 2020                    | v razvoju/produkciji/postprodukciji | [ 302 ] [ 303 ]  |
| Studio Virc              | Kratki animirano-hibridni film | režija Urška Djukić, animacija Emilie Pigeard | Babičino seksualno življenje | 150.000           | MEDIA (2014-2020) | 2020                    | v razvoju/produkciji/postprodukciji | [ 302 ] [ 303 ]  |

## Eurimages
Je koprodukcijski sklad Sveta Evrope (ne zamenjevati s Svetom Evropske unije), ustanovljen leta 1989 in ima letni proračun 25 milijonov evrov (marec 2019 op.p.). Od programa MEDIA, ki podpira distribucijo in razvoj projektov, se razlikuje v tem, da je bolj usmerjen v spodbujanje mednarodnega sodelovanja evropskih producentov.
Sredstva pridobiva s prispevki držav članic in donosi filmov, ki jih financira. Podpira produkcijo filmov (subvencija za filme s proračunom, nižjim od 150.000 evrov, za ostale ugodno posojilo, ki se vrača glede na finančno uspešnost filma) in njihovo distribucijo (subvencija za koprodukcijske filme, ki so že dobili Eurimages podporo za produkcijo). Podprti projekti morajo biti koprodukcije vsaj dveh različnih držav članic Eurimages-a, celovečerci in predvajani v kinematografih.
Eurimages v sodelovanju s festivali in koprodukcijskimi marketi podeljuje tudi razne nagrade.

### Slovenija v Eurimages
Slovenija je njegova članica od leta 2001, letna članarina se določi glede na bruto domači proizvod države in število prebivalcev ter glede na število prijav in število odobrenih financiranj. Leta 2016 naj bi se slovenska članarina povišala iz dotedanjih približnih 120.000 evrov, ker je Slovenija po črpanju sredstev med najbolj uspešnimi državami.
Slovenska predstavnica v odboru Eurimages za obdobje med letoma 2016 in 2020 je v skladu z odločitvijo slovenske vlade Jelka Stergel iz Slovenskega filmskega centra.
| Naslov                                                         | Režiser                                                                                                | Producentske hiše | Podpora Eurimages [€] | Leto dodelitve sredstev | Dolžina                        | Zvrst               | Slov. večinska ali manjšinska koprodukcija | Status projekta                     | Sklici in opombe |
| -------------------------------------------------------------- | --- | --- | --------------------- | ----------------------- | ------------------------------ | ------------------- | ------------------------------------------ | ----------------------------------- | ---------------- |
| Stanje šoka (The State of Shock)                               | Andrej Košak                                                                                           | Vertigo (Slovenija) Baš Čelik (Srbija), SCCA/PRO.BA (Bosna in Hercegovina), Art Fest (Bolgarija)                                                           | 300.000,00            | 2010                    | Celovečerni                    | Igrani              |                                            | dokončan                            | [ 313 ]          |
| Circus Fantasticus                                             | Janez Burger                                                                                           | Staragara (Slovenija), Propeler Film (Hrvaška), Cine Works , Kelcom /Fastnet Films (Irska)                                                                 | 300.000,00            | 2008                    | Celovečerni                    | Igrani              |                                            | dokončan                            | [ 314 ]          |
| Zgodovina ljubezni (History of Love)                           | Sonja Prosenc                                                                                          | Monoo (Slovenija), Nefertiti Film (Italija), Incitus (Norveška)                                                                                            | 230.000,00            | 2017                    | Celovečerni                    | Igrani              |                                            | dokončan                            | [ 315 ]          |
| Zoran, moj nečak idiot (Zoran, My Nephew The Idiot)            | Matteo Oleotto                                                                                         | Transmedia /Arch Production (Italija), Staragara (Slovenija)                                                                                               | 220.000,00            | 2012                    | Celovečerni                    | Igrani              | manjšinska koprodukcija                    | dokončan                            | [ 316 ]          |
| Igor in Rosa (How Things Fall)                                 | Katja Colja                                                                                            | Minimum Fax Media (Italija), Casablanca (Slovenija) | 210.000,00            | 2017                    | Celovečerni                    | Igrani              | manjšinska koprodukcija                    | dokončan                            | [ 9 ] [ 315 ]    |
| Besa                                                           | Srdjan Karanović                                                                                       | Baš Čelik /Vusion Team (Srbija), Vertigo (Slovenija), Arjadena Zagreb (Hrvaška), Tivoli Film Productions (Madžarska), ASAP Films (Francija)                | 200.000,00            | 2008                    | Celovečerni                    | Igrani              | manjšinska koprodukcija                    | dokončan                            | [ 314 ]          |
| Jaz sem Frenk (I am Frank)                                     | Metod Pevec                                                                                            | Vertigo (Slovenija), Backroom Production (Srbija), Small Moves (Makedonija)                                                                                | 200.000,00            | 2017                    | Celovečerni                    | Igrani              |                                            | dokončan                            | [ 315 ]          |
| Tea (Teah)                                                     | Hanna A. W. Slak                                                                                       | Studio Maj /Gustav Film (Slovenija), SPI International (Poljska), SCCA/PRO.BA (Bosna in Hercegovina), Jadran Film (Hrvaška)                                | 190.000,00            | 2006                    | Celovečerni                    | Igrani              |                                            | dokončan                            | [ 317 ]          |
| Neke druge zgodbe (Neke druge priče)                           | Hanna A. W. Slak (SI), Ana Maria Rossi (RS), Ivona Juka (HR), Ines Tanović (BIH), Marija Džidževa (MK) | See Film Pro (Srbija), Studio Maj (Slovenija), 4 Film (Hrvaška), Dokument (Bosna in Hercegovina), Skopje Film Studio (Makedonija), Dig Productions (Irska) | 190.000,00            | 2008                    | Celovečerni                    | Igrani              | manjšinska koprodukcija                    | dokončan                            | [ 314 ]          |
| Ivan                                                           | Janez Burger                                                                                           | Staragara (Slovenija), Propeler Film (Hrvaška) | 167.426,00            | 2015                    | Celovečerni                    | Igrani              |                                            | dokončan                            | [ 318 ]          |
| Izbrisana (Erased)                                             | Miha Mazzini, Dušan Joksimović                                                                         | Gustav Film (Slovenija), Kinorama (Hrvaška), Delirium Films (Srbija)                                                                                       | 130.000,00            | 2016                    | Celovečerni                    | Igrani              |                                            | dokončan                            | [ 319 ]          |
| Zgodbe iz kostanjevih gozdov (Stories from the Chestnut Woods) | Gregor Božič                                                                                           | Nosorogi (Slovenija), Transmedia (Italija) | 130.000,00            | 2015                    | Celovečerni                    | Igrani              |                                            | dokončan                            | [ 318 ]          |
| Krvno maščevanje (Avenge / The Business of Revenge)            | Marija Zidar                                                                                           | Vertigo (Slovenija), Baš Čelik (Srbija) Seagull Entertainment (Črna Gora)                                                                                  | 120.000,00            | 2019                    | Celovečerni in srednjemetražni | Dokumentarni        |                                            | v razvoju/produkciji/postprodukciji | [ 9 ] [ 320 ]    |
| Mama                                                           | Vlado Škafar                                                                                           | Gustav Film (Slovenija), SCCA/PRO.BA (Bosna in Hercegovina), Transmedia /Arch Production (Italija)                                                         | 110.000,00            | 2014                    | Celovečerni                    | Igrani              |                                            | dokončan                            | [ 321 ]          |
| Houston, imamo problem!                                        | Žiga Virc                                                                                              | Studio Virc (Slovenija), Nukleus Film (Hrvaška) | 80.000,00             | 2013                    | Celovečerni                    | Igrani Dokumentarni |                                            | dokončan                            | [ 322 ]          |

#### Nagrada Eurimages Co-production Development Award
V sodelovanju z desetimi izbranimi koprodukcijskimi marketi Eurimages od leta 2010 podeljuje po 20.000 evrov za igrane in animirane filme, za dokumentarne pa po 15.000 evrov. Film mora biti od začetka razvoja projekta mednarodna koprodukcija med vsaj dvema članicama Eurimages-a in sodelovati mora na določenem koprodukcijskem marketu. Namen nagrade je promovirati vlogo sklada kot spodbujevalca mednarodne koprodukcije od začetnih faz razvoja filmskega projekta. S 1. januarjem 2021 se je nagrada preoblikovala, število izbranih prireditev, ki so jim vsaj za tri leta zagotovljena sredstva za podelitev nagrade, se je zmanjšalo na približno šest.
| Naslov    | Angl. naslov | Režiser       | Glavni producent               | Višina nagrade [€] | Leto nagrade | Koprodukcijski market | Dolžina     | Zvrst  | Sklici in opombe |
| --------- | ------------ | ------------- | ------------------------------ | ------------------ | ------------ | --------------------- | ----------- | ------ | ---------------- |
| Polsestra | Half-Sister  | Damjan Kozole | Danijel Hočevar (Vertigo (SI)) | 20.000             | 2017         | CineLink              | Celovečerni | Igrani | [ 324 ]          |

#### Nagrada Eurimages Lab Project Award
Od leta 2016 jo je Eurimages podeljeval na štirih izbranih filmskih festivalih, višina nagrade je bila 50.000 evrov. Z njo so podpirali inovativne projekte, ki so raziskovali nove oblike izražanja in se srečevali z drugimi oblikami umetnosti. Nagrajeni film so morali biti koprodukcija med vsaj dvema državama, glavni producent pa je moral biti iz države članice Eurimages-a in film je moral sodelovati na določenem filmskem festivalu. Namen nagrade je bila prenova evropske kinematografije.S 1. januarjem 2021 je bila nagrada ukinjena.
| Naslov     | Angl. naslov | Režiser     | Države producentke | Višina nagrade [€] | Leto nagrade | Filmski festival | Dolžina     | Zvrst  | Sklici in opombe |
| ---------- | ------------ | ----------- | ------------------ | ------------------ | ------------ | ---------------- | ----------- | ------ | ---------------- |
| Vztrajanje | Perseverance | Miha Knific | (SI, HR, IT, RS)   | 50.000             | 2016         | Karlovy Vary     | Celovečerni | Igrani | [ 326 ]          |